# Мартен, Николя
Граф Николя Мартен дю Нор (фр. Nicolas Martin du Nord; 29 июля 1790, Дуэ (Франция) — 12 марта 1847, Эсон) — французский юрист, политический и государственный деятель, министр общественных работ, сельского хозяйства и торговли (1835—1839), министр юстиции и по делам религии (1840—1847). Доктор права (1811).

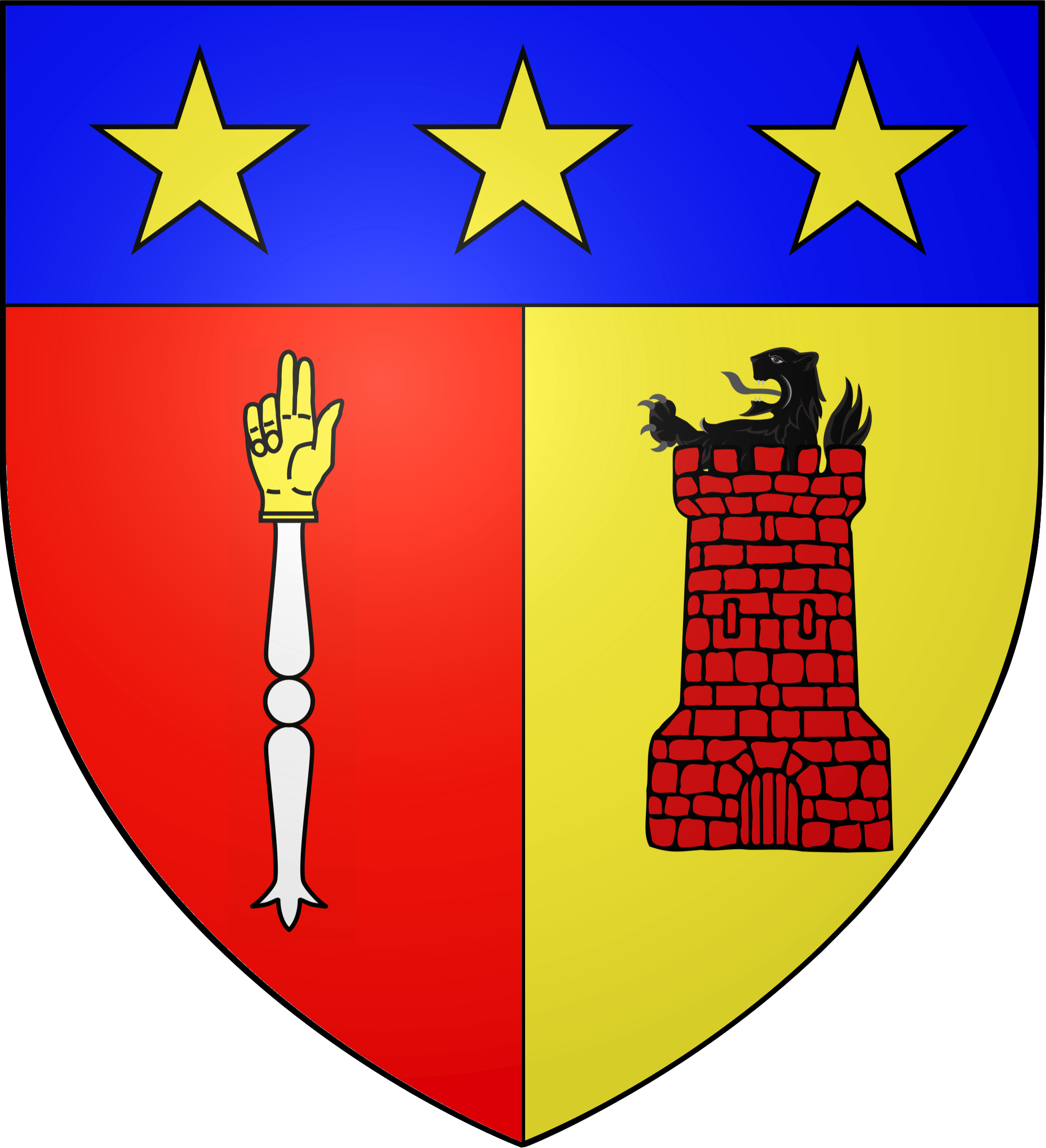
Герб графа Мартена дю Нора

## Биография

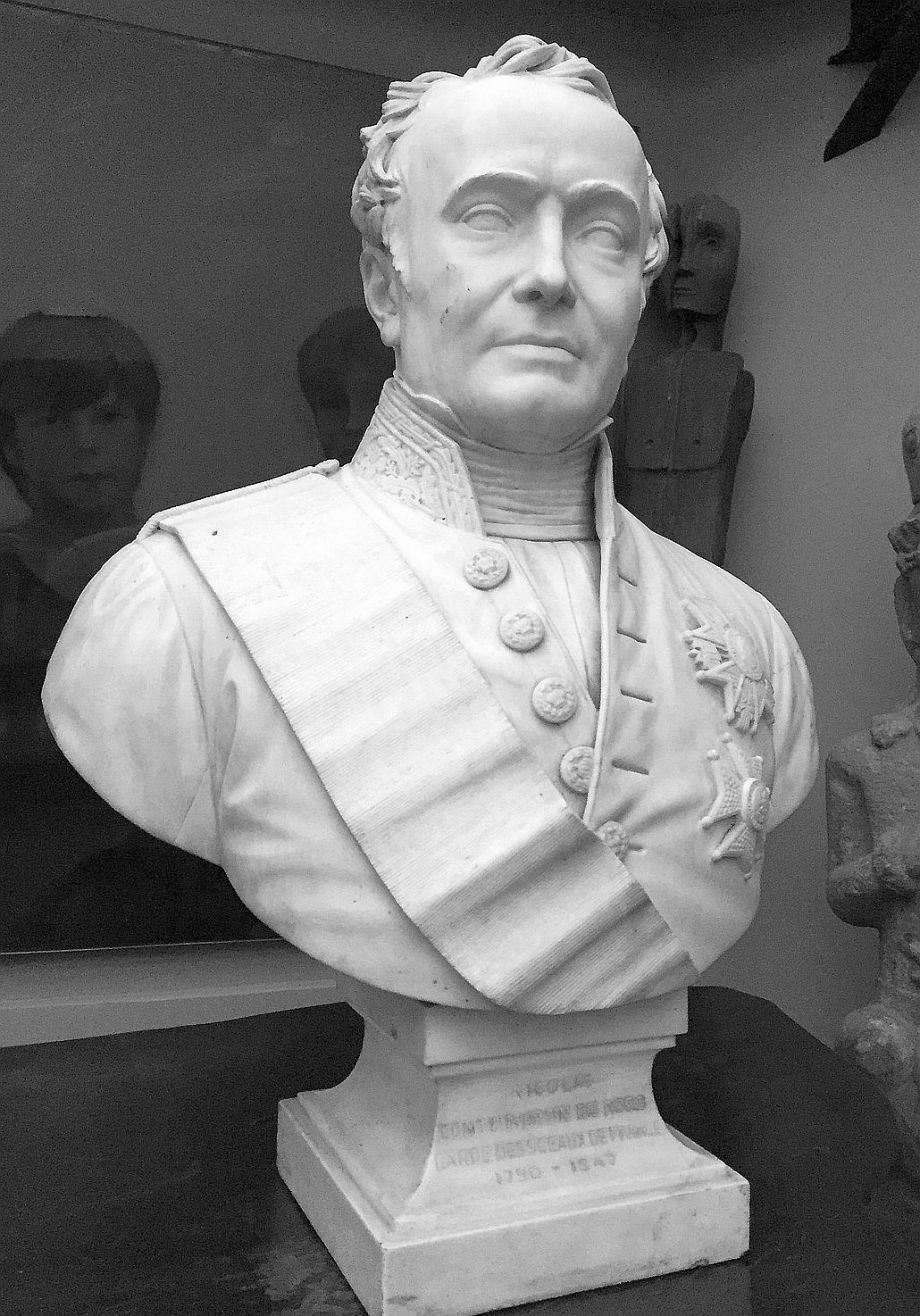
Бюст Н. Мартена дь Нора

Родился в буржуазной семье. Окончил колледж. Затем изучал право в Париже (1808—1811). Работал адвокатом.
Был сторонником конституционной монархии и приветствовал Реставрацию Бурбонов (1814—1830). Однако, после того, как власти не сдержали своих обещаний, Мартен примкнул к оппозиции режиму. После Июльской революции во Франции баллотировался в депутаты от департамента Нор и был избран в октябре 1830 года. Присоединился к консервативному большинству. В законодательных дебатах взял имя Мартен дю Нор. На всеобщих выборах в июле 1831 г. стал депутатом от Дуэ. Переизбирался в этом округе до своей смерти. В 1834 г. был назначен генеральным прокурором Апелляционного суда Парижа. В том же году король Луи-Филипп I назначил его генеральным прокурором в суде пэров.
Позже занимал ответственные министерские посты.
Умер от инсульта в замке Лонпон-сюр-Орж в департаменте Эсон. Похоронен на кладбище Пер Лашез.